# Lisbeth Añez
Lisbeth Auxiliadora Añez Tohmi, también conocida como Mamá Lis, es una activista de derechos humanos  venezolana.

## Activismo
Durante las protestas en Venezuela de 2014, formó parte de la organización de mujeres que les suministraba comida y agua a los jóvenes que acamparon por semanas en sitios públicos de Caracas, en Altamira, Chacao y Las Mercedes, en protesta contra el gobierno de Nicolás Maduro, cuando empezó a ser conocida como Mamá Lis. Luego de que las fuerzas de seguridad desmantelaran los campamentos y arrestaran a decenas de estudiantes, Añez se dedicó a llevarles comida y enseres a las cárceles donde estaban recluidos. A pesar de que algunos escaparon de ser arrestados, se quedaron sin ropa, dinero o medios para poder regresar a su estado de origen, por lo que Añez cuidó de varios de ellos.

## Detención
El 31 de marzo de 2017, Añez renunció como gerente de Óptica Caroní para poder viajar a Estados Unidos y evaluar un tratamiento para la hepatitis que padecía. El 11 de mayo, durante las protestas en Venezuela de 2017, fue detenida por funcionarios de la Dirección General de Contrainteligencia Militar (DGCIM) cuando estaba en el Aeropuerto Internacional de Maiquetía. Posteriormente fue procesada ante un tribunal militar acusada e imputada de rebelión militar y traición a la patria, a pesar de ser civil. Al día siguiente, el secretario general de la Organización de los Estados Americanos, Luis Almagro, denunció la «violación al debido proceso y a los derechos humanos» de Añez y que fuera juzgada «sin pruebas» por un tribunal militar. El 11 de agosto, la ONG Human Rights Foundation (HRF) le pidió al gobierno la liberación inmediata e incondicional de Añez, denunciando en un comunicado que las autoridades habían impedido a Añez recibir un tratamiento médico vital.
Su audiencia fue diferida al menos cuatro veces. Su abogado defensor, Alfredo Romero, director de la ONG Foro Penal, señaló una serie de irregularidades, empezando por una orden de captura «injustificada» pues «carece de elementos de convicción». Los delitos por los que se le acusó estaban relacionados por supuestamente colaborar con personas que organizaban protestas, cuya evidencia fueron conversaciones y audios de WhatsApp hallados en su teléfono celular revisado de manera ilegal. En El Helicoide no había podido ser visitada por familiares ni defensores, por lo que para entonces no se había podido constatar su estado de salud.
El 6 de septiembre de 2017, después de cuatro meses de detención, 118 días, obtuvo una medida cautelar y fue liberada mientras continuaban las investigaciones con la condición de que debía presentarse cada ocho días ante el Palacio de Justicia, de no salir del país y no declarar ante medios de comunicación. Desde finales de 2017, comenzó a ayudar a niños y adolescentes con cáncer. En 2019, Añez participó en una reunión con la Alta Comisionada para los Derechos Humanos de las Naciones Unidas cuando visitó Venezuela, Michelle Bachelet, para denunciar los casos de presos políticos.